# Pietro Gandolfi
Pietro Gandolfi (ur. 21 kwietnia 1987 roku w Parmie) – włoski kierowca wyścigowy.

## Kariera
Gandolfi rozpoczął karierę w wyścigach samochodowych w 2005 roku od startów w edycji zimowej Włoskiej Formuły Renault, gdzie jednak nie był klasyfikowany. W późniejszych latach pojawiał się także w stawce Włoskiej Formuły Renault, Szwajcarskiej Formuły Renault 2.0 oraz Formuły 2.
W Mistrzostwach Formuły 2 wystartował w 2009 roku, jednak nigdy nie zdobywał punktów.

## Statystyki
| Sezon | Seria                                  | Zespół            | Wyścigi | PP | Zwycięstwa | Punkty | Pozycja |
| ----- | -------------------------------------- | ----------------- | ------- | -- | ---------- | ------ | ------- |
| 2005  | Włoska Formuła Renault (edycja zimowa) | BVM Minardi       | 4       | 0  | 0          | 0      | NS      |
| 2006  | Włoska Formuła Renault                 | BVM Minardi       | 5       | 0  | 0          | 0      | NS      |
| 2007  | Szwajcarska Formuła Renault            | Emmebi Motorsport | 12      | 0  | 0          | 12     | 21      |
| 2008  | Szwajcarska Formuła Renault            | Emmebi Motorsport | 11      | 0  | 0          | 6      | 26      |
| 2009  | Formuła 2                              | MotorSport Vision | 16      | 0  | 0          | 0      | 27      |